# Monte Serrone (Appennino abruzzese)
Il monte Serrone è un rilievo dell'Appennino abruzzese collocato tra le regioni Lazio, provincia di Frosinone, e Abruzzo, provincia dell'Aquila. I suoi confini sono inclusi nei territori comunali di Pescosolido, Campoli Appennino (FR) e Pescasseroli (AQ), all'interno del parco nazionale d'Abruzzo, Lazio e Molise.